# Radiòmetre de Crookes

Radiòmetre de Crookes

El radiòmetre de Crookes, també conegut com el molí de llum, consisteix en una bombeta de vidre, on hi ha un buit parcial. Dins hi ha un conjunt banderoles muntades sobre una agulla. Les banderetes giren quan s'exposen a la llum i ho fan més intensament quan la llum és més intensa proporcionant una mesura quantitativa de la intensitat de la radiació electromagnètica. La raó d'aquesta rotació ha estat, històricament, motiu d'un debat científic intens.
Va ser inventat el 1873 pel químic William Crookes com a subproducte d'algunes recerques químiques seves en les que tractava d'evitar l'efecte dels corrents d'aire.